# خلیج میناماتا

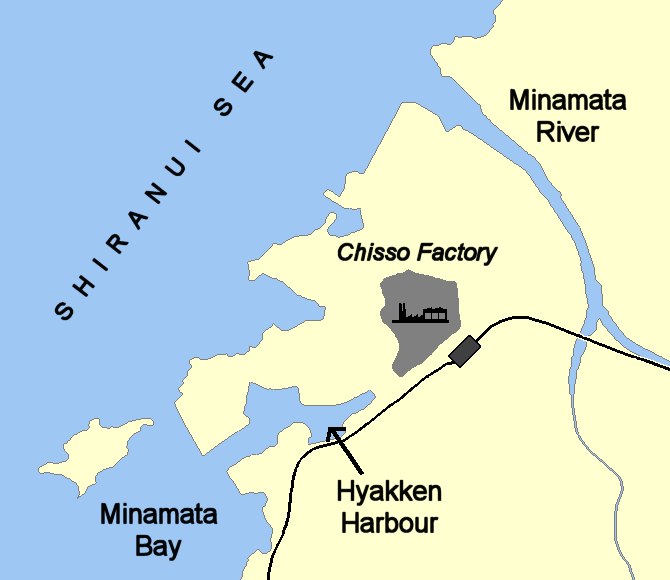
نقشه خلیج میناماتا و کارخانه چیسو

میناماتا یک شهر کوچک کارخانه ای است. خلیج میناماتا (به انگلیسی: Minamata Bay) خلیجی در ساحل غربی جزیره کوماموتو است که در استان کوماموتو ژاپن واقع شده‌است. این خلیج بخشی از دریای بزرگ شیرانویی است که بین سواحل سرزمین اصلی کیوشو و جزایر دور افتاده استان کوماموتو و استان ناگاساکی قرار گرفته‌است.
خط ساحلی ناهموار است، ورودی‌ها و آبریزهای زیادی وجود دارد که به عنوان محل تخم ریزی ماهی و صدف ماهی عمل می‌کنند و موجودات بسیار متنوعی در این منطقه زندگی می‌کنند.